# 纺锤根蝇子草
纺锤根蝇子草（学名：Silene napuligera）是石竹科蝇子草属的植物，是中国的特有植物。分布在中国大陆的云南、四川等地，生长于海拔1,500米至3,600米的地区，多生长于灌丛草地。

## 异名
- Melandrium napuligerum (Franch.) Hand.-Mazz.